# Natri hydride
Natri hydride là một hợp chất vô cơ với công thức hóa học NaH. Nó chủ yếu được sử dụng như một base mạnh trong tổng hợp hữu cơ. NaH là đại diện của các hydride, nghĩa là nó là một hydride giống như muối, bao gồm các ion Na+ và H−, ngược lại với các hydride nhiều nguyên tử khác như boran, metan, amonia hay nước. Nó là vật liệu ion, không hòa tan trong các dung môi hữu cơ nhưng hòa tan trong natri nóng chảy, phù hợp với thực tế là ion H− vẫn là một anion chưa được thấy trong dung dịch. Do tính không hòa tan của nó, nên mọi phản ứng có sự tham gia của NaH diễn ra trên bề mặt của chất rắn này.

## Các tính chất cơ bản và cấu trúc
NaH được tạo ra bằng phản ứng trực tiếp của hydro với natri lỏng. NaH tinh khiết không màu, mặc dù các mẫu vật nói chung có màu xám. NaH nặng hơn natri kim loại (0,968 g/cm³) khoảng > 40%.
NaH, giống như LiH, KH, RbH và CsH, có cấu trúc tinh thể kiểu NaCl. Trong kiểu này, mỗi ion Na+ được bao quanh bằng 6 ion H− ở trung tâm của hình bát diện. Bán kính ion của H− (146 pm trong NaH) và F− (133 pm) là có thể so sánh được, như được điều chỉnh bởi các khoảng cách Na−H và Na−F.

## Ứng dụng trong tổng hợp hữu cơ

### Base mạnh
NaH là một base với ứng dụng rộng trong hóa hữu cơ. Nó là một tác nhân khử proton thậm chí đối với cả các axit Brønsted yếu để tạo ra các dẫn xuất của natri. Các chất nền "dễ" chứa các liên kết O–H, N–H, S–H, bao gồm rượu, phenol, pyrazol, thiol.
NaH đáng chú ý nhất ở chỗ nó tham gia vào khử proton của các axít cacbon như 1,3-đicacbonyl và các chất tương tự như malonic este. Các dẫn xuất của natri được tạo thành có thể được ankyl hóa. NaH được sử dụng rộng rãi để thúc đẩy các phản ứng ngưng tụ của các hợp chất cacbonyl thông qua ngưng tụ Dieckmann, ngưng tụ Stobbe, ngưng tụ Darzens, ngưng tụ Claisen. Các axit cacbon khác dễ bị NaH khử proton bao gồm các muối sunfoni và DMSO. NaH cũng được sử dụng để sản xuất các ylit lưu huỳnh, là các chất được dùng để chuyển hóa các xeton thành các epoxit.

### Chất khử
NaH khử một số nhóm hợp chất vô cơ nhất định, nhưng phản ứng tương tự vẫn chưa rõ trong hóa hữu cơ. Đáng chú ý là bo triflorua phản ứng với nó để tạo ra điboran:
6NaH + 2BF3 → B2H6 + 6NaF
Các liên kết Si–Si và S–S trong các đisilan và đisunfua cũng bị khử.

### Chất làm khô
Do phản ứng nhanh và không thuận nghịch của nó với nước, NaH có thể được sử dụng để làm khô một số dung môi hữu cơ. Các chất làm khô dạng hydride khác cũng được sử dụng rộng rãi, chẳng hạn calci hydride.

## Lưu tâm trong thực tế
Natri hydride được nhiều nhà cung cấp hóa chất buôn bán, chẳng hạn Sigma-Aldrich và ACROS, thông thường ở dạng hỗn hợp chứa 60% natri hydride (theo trọng lượng) trong dầu khoáng. Dạng huyền phù này là an toàn hơn so với NaH tinh khiết. Dạng rắn tinh khiết được điều chế bằng cách rửa dầu khoáng với pentan (C5H12) hay THF, điều cần chú ý trong quá trình rửa là các chất tẩy rửa ra có thể chứa NaH ở dạng dấu vết và có thể bắt cháy trong không khí. Các phản ứng có sự tham gia của NaH cần thực hiện trong môi trường khí trơ, chẳng hạn trong nitơ. Thông thường NaH được sử dụng như là thể vẩn trong THF, một dung môi chống khử proton nhưng hòa tan phần lớn các hợp chất hữu cơ của natri.

## An toàn
NaH có thể bắt cháy trong không khí, đặc biệt là khi tiếp xúc với nước để giải phóng hydro, cũng là chất dễ cháy. Thủy phân chuyển hóa NaH thành NaOH, một base kiềm. Trong thực tế, phần lớn natri hydride được phân tán trong dầu khoáng dưới dạng huyền phù, và nó là an toàn hơn khi tiếp xúc trong không khí.